# 凱隆堡市鎮
凱隆堡市鎮（丹麥語：Kalundborg kommune）是丹麥的一個市鎮，位於西蘭島西北部，西北隔薩姆斯島海峽與薩姆斯島相望，西臨大貝爾特海峽，南臨亞默蘭灣，屬西蘭大區。面積604平方公里，2009年人口49,741人。行政中心为凱隆堡。
2007年1月1日由原凱隆堡和另外四個市鎮合併而成。